# 費倫巴治體育會
費倫巴治體育會足球隊（土耳其語：Fenerbahçe Spor Kulübü，或譯「費內爾巴赫切」），是一間位於伊斯坦堡的土耳其足球球會。球會的命名是基於伊斯坦堡一個叫費倫巴治的區域，而費倫巴治這個名字則是因為因為該區有一座燈塔（「Fener」在土耳其语中解作燈塔）。而球會最著名的範疇是足球，但球會也有在籃球、排球、划艇等範疇活躍。足球隊現時於土耳其足球超級聯賽比賽。他們的暱稱是「黃色金絲雀」（Sarı Kanaryalar），而主場則位於薩拉科格魯球場（Şükrü Saracoğlu Stadium）。在2006年10月4日，經過多次的遴選後，薩拉科格魯球場成為2009年歐洲足協盃決賽的場地。

## 歷史
費倫巴治的前身在1899年成立。當時，在鄂圖曼帝國並沒有任何的足球球會，因為帝國禁止人民踢足球。在Kadıkoy(費倫巴治的根據地)，一些土耳其人在"Papaz'ın Çayırı"踢足球，Papaz'in Çayırı是後來建造薩拉科格魯球場的地方。他們第一間在鄂圖曼帝國成立的足球會稱為Black Stockings。Black Stockings後來被蘇丹強制關閉，但8年後，即1907年，這班人中的大部份成員成立了費倫巴治。
Nurizade Ziya Songülen, Ayetullah 和 Necip Okaner在差不多一個世紀前成立了費倫巴治，不過由於鄂圖曼帝國蘇丹阿卜杜勒·哈米德二世仍然統治土耳其，而他們仍然禁止人民踢足球和成立足球會，所以他們所有活動都是以地下形式進行。Songülen獲選為第一任主席，Ayetullah是總務，而Okaner則是隊長。在費倫巴治海灣的燈塔對球會的徽章設計帶來了深遠的影響，會徽中呈黃色和白色的水仙，就是能在燈塔附近找到。不過到了1910年，會徽有所改變，Topuz Hikmet把會徽重新設計為呈黃色和軍藍色，即是現時所使用的樣式。費倫巴治的地下活動一直到1908年修改法例時才終止，當年新例容許足球會在經過註冊後就能合法生存。到了1959年，土耳其足總成立聯賽制度，名字土耳其足球超級聯賽(Türkiye Süper Ligi)一直沿用到今。第二年，他們首次參與歐洲聯賽冠軍杯。
在1918年，第一次世界大戰完結後，伊斯坦堡和安那托利亞一樣被英軍和法軍佔領。在1918年至1923年之間，費倫巴治和當地軍人踢了50場賽事，當中41場由他們勝出，只有4場落敗收場。費倫巴治的勝利激勵了土耳其軍人和公眾，令費倫巴治成為最受歡迎的球會。

## 阿塔圖克與費倫巴治
土耳其共和國的建國者穆斯塔法·凯末尔·阿塔图尔克是費倫巴治的忠實支持者。在8月10日，費倫巴治在Gazi Cup和加拉塔沙雷打和3-3後，阿塔土克身邊有兩名費倫巴治球迷，也有三名加拉塔沙雷的球迷，他就說：「這裡我們三個對三個，因為我是費倫巴治球迷。」
而當球會一幢位於Kadiköy的木造建築物於1932年6月5日焚毀後，第一筆興建新大廈的捐款就是來自阿塔土克。他也探訪了球會並在留言冊上留下了以下字句：
|  | 我肯定了費倫巴治值得尊敬的活動，我也完成了探訪和祝賀球會的職責。這一天，我在這裡留下了我的紀錄和祝福。(I was informed of Fenerbahçe Club's admirable activities and had made it a duty of mine to visit and congratulate the club. That visit has fallen on this day and I hereby record my tribute and congratulations.) 1918年5月3日 (3.5.1334 AH)軍隊總司令穆斯塔法·凱末爾留 |

## 對手
費倫巴治最大的對手是同市的加拉塔沙雷。每次費倫巴治和加拉塔沙雷的對戰，被視為全世界最大型的德比戰，這場德比戰稱為「土耳其德比」。雖然費倫巴治和加拉塔沙雷相比，在歐洲賽中沒獲得太大的成功，但總體來說費倫巴治在本土賽中是佔優的一方。就過去的對戰往績來說，費倫巴治是獲勝次數較多的一方。費倫巴治有史以來最大贏對手的比數，出現在2002/03賽季的對賽中，費倫巴治以6-0大勝對手。而費倫巴治另一個最大對手是比錫達斯，比錫達斯也是同市球會，位於比錫達斯區。兩隊的對賽往績中，比錫達斯贏了116次，而費倫巴治則贏了113次。費倫巴治另一個主要對手是特拉布宗，兩軍首次碰頭是在七十年代末期。特拉布宗雖然失去爭聯賽冠軍的動力，但兩軍對戰也頗為觸目，尤其是費倫巴治作客胡塞因·阿夫尼·阿克爾球場的時候，是他們最艱難的作客賽事之一。

## 隊徽
費倫巴治的隊徽由Topuz Hikmet設計，他是在1910年擔任球會的左翼，由Tevfik Haccar在倫敦製造。隊徽上有五種顏色，白色部份包括Fenerbahçe Spor Kulubu 1907的字樣，象徵純潔和開放。紅色部份象徵愛心、忠誠和土耳其國旗。黃色部份位於中間，象徵 仰慕和羨慕。而軍藍色則象徵高貴。而橡樹葉由黃色和軍藍色組成，顯現球會的實力。橡樹葉上的綠葉則代表球會重要的成功。
Topuz Hikmet這樣形容球會會徽的由來:
"當球會的顏色由黃色和白色改為黃色和軍藍色後，以新色創立隊徽成為當前要務，我的朋友把這個任務交給我。
起初，我把國旗的顏色也帶進來，即是紅色和白色。然後在紅色的區域上畫了個心形圖案，再加上黃色和軍藍色，再加上一塊橡樹葉代表頑強、實力和耐力。最後，我在白色的區域寫了球會的名字和成立日期。我嘗試給這個會徽一個意思：「發自內心地服務球會。」
這個設計得到了朋友的稱許，在Tevfik Haccar的指導下製造了出來，當時他在德國。當這個新的會徽通過時，這個設計得到了保護，不過球會名稱的文字則改為Fenerbahçe Spor Kulübü - 1907"。

## 現況
現時，費倫巴治擁有全土耳其最高平均入場人數的紀錄。薩拉科格魯球場也是全國最大的球會球場，也經常用來舉辦土耳其國家隊的賽事。球會主席Aziz Yıldırım最近雖然離職，但現在又回到他的職位。他正在服務第四任的任期，每屆任期為時兩年。他曾表示他會再連任這個職位。球會的陣容擁有不少高價的國際球星，他們來自四個不同的國家。費倫巴治的實力正在提升，在球會成立差不多一個世紀時，球會的名聲已傳遍整個世界。費倫巴治為歐洲足球俱樂部協會會員，因為他們在財政上十分穩健，和他們快速的成長速度。

## 最佳歐洲賽事
雖然費倫巴治是土耳其最有錢的球會，不時可以買入一些國際級的球星來增強實力，但費倫巴治的球員沒有一個能在國際上知名。他們唯一的歐洲賽冠軍是已停辦的巴爾幹杯，而他們过去在主場的比賽也沒有很多值得回味的事,但是自从2004-2005赛季主场3-0战胜曼联之后,突然主场强大起来。費倫巴治也仅在歐洲聯賽冠軍杯2007-2008赛季中出線分組賽并且打入8强，但費倫巴治有一場值得紀念的球賽，就是他們作客曼聯時以1-0擊敗對手，終止曼聯連續40年主場歐洲賽不敗紀錄。
| 球季 | 對手         | 主場/作客 | 比數 | 賽事           |
| ---- | ------------ | --------- | ---- | -------------- |
| 1961 | AEK雅典      | 主場      | 5–1  | 巴爾幹杯       |
| 1964 | MTK匈格利亞  | 作客      | 3–1  | 歐洲杯賽冠軍杯 |
| 1967 | AEK雅典      | 主場      | 3–1  | 巴爾幹杯       |
| 1968 | 曼城         | 主場      | 2–1  | 歐洲聯賽冠軍杯 |
| 1975 | 賓菲加       | 主場      | 1–0  | 歐洲聯賽冠軍杯 |
| 1978 | PSV燕豪芬    | 主場      | 2–1  | 歐洲聯賽冠軍杯 |
| 1985 | 波爾多       | 作客      | 3–2  | 歐洲聯賽冠軍杯 |
| 1996 | 曼聯         | 作客      | 1–0  | 歐洲聯賽冠軍杯 |
| 1998 | 帕爾馬       | 主場      | 1–0  | 歐洲足協杯     |
| 2001 | 格拉斯哥流浪 | 主場      | 2–1  | 歐洲聯賽冠軍杯 |
| 2004 | 祖雲達斯     | 主場      | 2–0  | 友誼賽         |
| 2004 | 布拉格斯巴達 | 作客      | 1–0  | 歐洲聯賽冠軍杯 |
| 2004 | 曼聯         | 主場      | 3–0  | 歐洲聯賽冠軍杯 |
| 2005 | 愛華頓       | 主場      | 5–0  | 友誼賽         |
| 2005 | PSV燕豪芬    | 主場      | 3–0  | 歐洲聯賽冠軍杯 |
| 2007 | 車路士       | 主場      | 2–1  | 歐洲聯賽冠軍杯 |

## 醜聞
2011年7月3日，於5月份取得歷史上第18次土耳其頂級聯賽冠軍的費倫巴治，其會長Aziz Yıldırım捲入操控足球賽果醜聞連同約30名人仕包括球員被警方拘捕。該球隊後來因此失去2011-2012及2013-15年一共三季歐洲冠軍聯賽、歐洲聯賽的參賽資格。

## 球會榮譽

### 国际成功
- 巴尔干杯:
  - 获奖者（ 1 ): 1966年至1967年

### 国内成功

#### 土耳其锦标赛
- 土耳其足球锦标赛:  （记录）
- 土耳其超级联赛:  （共享记录） 
  - 优胜者（ 19 ): 1959年， 60年至61年， 1963年至1964年， 64年至65年， 1967年至1968年， 69年至70年， 1973年至1974年， 1974年至1975年， 1977至1978年， 1982年至1983年， 84年至85年， 1988-89 ， 1995-96 ， 2000-01 ， 2003-04 ， 2004-05 ， 2006-07 ， 2010-11 ， 2013-14
  - 季军队伍（ 16 ): 1960年， 1961年至1962年， 1966年至1967年， 1970至1971年， 1972年至1973年， 1975年至1976年， 76年至77年， 1979年至1980年， 1983至1984年， 1989年-90 ， 1991至1992年， 1993-94 ， 1997-98 ， 2001-02 ， 2005-06 ， 2007-08

#### 其他比赛
- 土耳其杯:
  - 获奖者（ 4 ): 67年至1968年， 1973年至1974年， 1978年至1979年， 1982年至1983年
  -  季军队伍 （ 7 ): 1962年至1963年， 1964年至1965年， 1988-89 ， 1995-96 ， 2000-01 ， 2004-05 ， 2005-06

- 土耳其超级杯 / 总统杯:
  - 优胜者（ 7 ): 1968年， 1973年， 1975年， 1984年， 1985年， 1990年， 2007年
  -  季军队伍 （ 7 ): 1970年， 1974年， 1978年， 1979年， 1983年， 1989年， 1996年

- 校长杯:  （记录） 
  - 优胜者（ 8 ): 1944至45年， 1945至1946年， 1949至50年， 72年至73年， 79年至1980年， 1988-89 ， 1992-93 ， 1997-98
  -  季军队伍 （ 7 ): 1943年至1944年， 1970年至1971年， 1975年至1976年， 1976年至1977年， 1991至1992年， 1993年至1994年， 1994年至1995年

- TSYD杯:  （共享记录） 
  - 优胜者（ 12 ): 1969年至1970年， 73年至74年， 1975年至1976年， 1976年至77年， 1978至1979年， 1979年至1980年， 1980-81 ， 1982年至1983年， 85年至86年， 1986年-87 ， 1994-95 ， 1995-96

- 阿塔图尔克杯:  （记录） 
  - 获奖者（ 2 ): 1963-1964年， 1998年

- 伊斯坦布尔足球联赛:  （记录） 
  - 优胜者（ 16 ): 1911年至1912年， 13年至14年， 14年至15年， 1920至21年， 1922年至1923年， 29年至1930年， 1932至1933年， 1934年至1935年， 1935至1936年， 1936年-37 ， 1943年至1944年， 46年至47年， 1947年至48年， 1952至1953年， 1956至1957年， 1958至1959年
  - 季军队伍（ 18 ): 1915年至1916年， 1917年至1918年， 1921年至1922年， 1925年至1926年， 1926年至1927年， 1928至1929年， 30年至一九三一年， 1933至1934年， 1937至1938年， 1938年至1939年， 1939至1940年， 1940年至1941年， 1942年至1943年， 1944年至1945年， 1945年至1946年， 1949至50年， 1955年至1956年， 1957至1958年

- 伊斯坦布尔杯足球赛:
  - 获奖者（ 1 ): 1945年

- 伊斯坦布尔盾:  （记录） 
  - 获奖者（ 4 ): 1930年， 1934年， 1938年， 1939年

- 体育-托托杯赛:
  - 获奖者（ 1 ): 1967年

- 舰队杯:  （记录） 
  - 获奖者（ 4 ): 1982年， 1983年， 1984年， 1985年

## 球员名单（2025/26）
1. 粗體字為新加盟球員（青年隊提升不計）。
2. 者為傷患球員。
3. 2025年夏季轉會窗：6月1日至6月10日，6月16日至9月1日。

### 現役名单
| 號碼     | 國籍     | 球員                                       | 位置     | 年齡     | 加盟年份 | 前屬球會       | 轉會費      |
| 守 門 員 | 守 門 員 | 守 門 員                                   | 守 門 員 | 守 門 員 | 守 門 員 | 守 門 員       | 守 門 員    |
| -------- | -------- | ------------------------------------------ | -------- | -------- | -------- | -------------- | ----------- |
| 1        | 土耳其   | 伊尔凡·埃格里巴亚特（İrfan Can Eğribayat） | 門將     | 27       | 2022     | Göztepe        | 120萬歐元   |
| 40       | 克罗地亚 | 多米尼克·利瓦科維奇（Dominik Livaković）   | 門將     | 30       | 2023     | 萨格勒布迪纳摩 | 665萬歐元   |
| 54       | 土耳其   | 厄图格鲁·塞汀（Ertuğrul Çetin）            | 門將     | 22       | 2021     | Altinordu      | 自由轉會    |
| 後 衛    |          |                                            |          |          |          |                |             |
| 4        | 土耳其   | 恰拉爾·瑟因居（Çağlar Söyüncü）            | 中后卫   | 29       | 2024     | 马德里竞技     | 850萬歐元   |
| 6        | 加纳     | 亚历山大·迪库（Alexander Djiku）           | 中后卫   | 31       | 2023     | 斯特拉斯堡     | 自由轉會    |
| 16       | 土耳其   | 梅尔特·米尔迪尔（Mert Müldür）             | 右后卫   | 26       | 2023     | 薩斯索羅       | 300萬歐元   |
| 22       | 土耳其   | 莱萬特·梅爾詹（Levent Mercan）             | 左后卫   | 24       | 2024     | 卡拉古拉克     | 200萬歐元   |
| 24       | 荷兰     | 杰登·奥斯特沃尔德（Jayden Oosterwolde）    | 左后卫   | 24       | 2023     | 帕爾馬         | 600萬歐元   |
| 27       | 葡萄牙   | （Nélson Semedo）                          | 右閘     | 31       | 2025     | 狼队           | 自由轉會    |
| 33       | 巴西     | （Diego Carlos）                           | 中后卫   | 32       | 2025     | 阿士東維拉     | 1,000萬歐元 |
| 50       | 巴西     | 羅德里戈·貝卡奧（Rodrigo Becão）           | 中后卫   | 29       | 2023     | 乌迪内斯       | 831萬歐元   |
| 77       | 塞尔维亚 | 奧格延·米莫維奇（Ognjen Mimovic）          | 右后卫   | 21       | 2025     | 贝尔格莱德红星 | 無透露      |
| 95       | 土耳其   | 梅尔特·米尔迪尔（Yusuf Akçiçek）           | 中后卫   | 19       | 2023     | 青年隊         | --          |
| 中 場    |          |                                            |          |          |          |                |             |
| 5        | 土耳其   | 伊斯梅尔·尤克塞克（İsmail Yüksek）         | 防守中场 | 26       | 2020     | Gölcükspor     | 65萬歐元    |
| 8        | 土耳其   | 麦加·哈坎·杨达斯（Mert Hakan Yandaş）      | 前腰     | 31       | 2020     | 錫瓦斯體育會   | 自由轉會    |
| 10       | 塞尔维亚 | 杜桑·塔迪奇（Dušan Tadić）                 | 右翼     | 36       | 2023     | 阿贾克斯       | 自由轉會    |
| 13       | 巴西     | 弗雷德·罗德里格斯（Fred）                  | 正中场   | 32       | 2023     | 曼聯           | 974萬歐元   |
| 17       | 土耳其   | 伊尔凡·詹·卡赫维奇（İrfan Kahveci）        | 右翼     | 30       | 2021     | 巴沙克舒希     | 700萬歐元   |
| 20       | 土耳其   | 堅吉茲·雲代爾（Cengiz Ünder）              | 右翼     | 28       | 2023     | 马赛           | 1,500萬歐元 |
| 28       | 土耳其   | 巴图·埃尔马兹（Bartuğ Elmaz）              | 后腰     | 22       | 2023     | 馬賽           | 140萬歐元   |
| 34       | 摩洛哥   | （Sofyan Amrabat）                         | 防守中场 | 28       | 2024     | 佛罗伦萨       | 1,200萬歐元 |
| 53       | 波兰     | 塞巴斯蒂安·希曼斯基（Sebastian Szymański） | 前腰     | 26       | 2023     | 莫斯科迪纳摩   | 975萬歐元   |
| 94       | 巴西     | （Talisca）                                | 前腰     | 31       | 2025     | 艾納斯         | 無透露      |
| 前 鋒    |          |                                            |          |          |          |                |             |
| 10       | 哥伦比亚 | （Jhon Durán）                             | 中鋒     | 21       | 2025     | 艾納斯         | 租借        |
| 19       | 摩洛哥   | （Youssef En-Nesyri）                      | 中鋒     | 28       | 2024     | 塞維利亞       | 1,950萬歐元 |
| 23       | 土耳其   | （Cenk Tosun）                             | 中鋒     | 34       | 2024     |                | 自由轉會    |
| 45       | 马里     | 多格莱斯·内内（Dorgeles Nene）             | 前锋     | 22       | 2025     | 薩爾斯堡紅牛   | 1,800萬歐元 |
| 70       | 土耳其   | 奥乌兹·艾丁（Oğuz Aydın）                  | 左翼     | 24       | 2024     | Alanyaspor     | 600萬歐元   |
| -        | 土耳其   | 安利·摩亞（Emre Mor）                      | 前锋     | 28       | 2022     | 卡拉古拉克     | 200萬歐元   |

1. ↑  租借一季(22/23)後買斷，租借費50萬歐元
2. ↑  租借下半季(23/24)後買斷，租借費200萬歐元
3. ↑  租借一季(24/25)後買斷，租借費200萬歐元

### 外借球員
| 號碼             | 國籍             | 球員             | 位置             | 年齡             | 加盟年份         | 外借球會         | 外借球季         |
| 2025年夏季轉會窗 | 2025年夏季轉會窗 | 2025年夏季轉會窗 | 2025年夏季轉會窗 | 2025年夏季轉會窗 | 2025年夏季轉會窗 | 2025年夏季轉會窗 | 2025年夏季轉會窗 |
| ---------------- | ---------------- | ---------------- | ---------------- | ---------------- | ---------------- | ---------------- | ---------------- |

### 離隊球員
1. 『*』為先租出一季或半季後售出。

| 號碼             | 國籍                 | 球員                                      | 位置             | 年齡             | 加盟年份         | 加盟球會         | 轉會費           |
| 2025年夏季轉會窗 | 2025年夏季轉會窗     | 2025年夏季轉會窗                          | 2025年夏季轉會窗 | 2025年夏季轉會窗 | 2025年夏季轉會窗 | 2025年夏季轉會窗 | 2025年夏季轉會窗 |
| ---------------- | -------------------- | ----------------------------------------- | ---------------- | ---------------- | ---------------- | ---------------- | ---------------- |
| 4                | 土耳其               | 塞达尔·阿齐兹（Serdar Aziz）              | 中后卫           | 34               | 2019             |                  | 自由轉會         |
| 9                | 波斯尼亚和黑塞哥维那 | （Edin Džeko）                            | 中锋             | 39               | 2023             | 費倫天拿         | 自由轉會         |
| 18               | 塞尔维亚             | （Filip Kostić）                          | 左中場           | 32               | 2024             | 尤文图斯         | 租借歸還         |
| 21               | 奈及利亞             | 布莱特·奥赛伊-森姆（Bright Osayi-Samuel） | 右后卫           | 27               | 2021             | 自由身           | 自由轉會         |
| 26               | 斯洛伐克             | 米哈·紮伊茨（Miha Zajc）                  | 中场             | 31               | 2019             | 萨格勒布迪纳摩   | 自由轉會         |
| 34               | 土耳其               | 波拉·艾丁利克（Bora Aydınlık）            | 边锋             | 20               | 2023             | Manisa F.K.      | 待查             |
| 90               | 土耳其               | 弗坎·奥努尔·阿克于兹（Furkan Akyüz）      | 門將             | 19               | 2023             | 薩里耶           | 待查             |
| 97               | 法國                 | 阿蘭·聖-麥斯文（Allan Saint-Maximin）     | 左翼             | 28               | 2024             | 沙特艾阿里       | 租借歸還         |
| -                | 巴西                 | 林肯（Lincoln）                           | 攻中             | 26               | 2022             |                  | 自由轉會         |

## 著名球員
| 土耳其 - 吕什蒂·雷奇贝尔 阿根廷 - 阿列尔·奥尔特加 波斯尼亞 - 埃尔维·博利奇 巴西 - 罗伯特·卡洛斯（Roberto carlos） - 华盛顿 丹麥 - 谢斯·贺治 - 尼尔森 | 法國 - 安歷卡 德國 - 哈拉尔德·舒马赫 - 梅苏特·厄齐尔 荷蘭 - 皮埃爾·范霍伊東克 - 范佩西 羅馬尼亞 - 维奥雷尔·摩尔多万 - 沙宾·伊利耶 | 塞爾維亞 - 拉多米尔·安蒂奇 - 马特亚·凯日曼 瑞士 - 穆拉特·雅金 烏克蘭 - 谢尔盖·雷布罗夫 烏拉圭 - 迭戈·卢加诺 韓國 - 金軟景 |

## 外部連結
- 官方網站(土耳其文) （页面存档备份，存于）
- 官方網站 （页面存档备份，存于） （英文）
- 費倫巴治公司 （页面存档备份，存于）